# De Regt (molen)
De Regt is een windmolen in Nieuw-Lekkerland, in de Nederlandse gemeente Molenlanden. Het is een korenmolen die werd gebouwd voor 1808 en die tot begin jaren 50 op windkracht maalde. In 1968 werd de molen onttakeld. De naam ontleent de molen aan de familie De Regt, die generaties lang eigenaar was.
Omdat de molen half in de Lekdijk is gebouwd, is het zowel een grondzeiler als een stellingmolen: de stelling bevindt zich op dezelfde hoogte als de dijk (voor de dijkverhoging) en gaat daarin over. In de basis van de molen zijn nog muren aanwezig van de voorganger van de molen, die een wipmolen was.
In 2009 is begonnen met de restauratie van molen De Regt tot een maalvaardige molen. In 2010 is de molen maalvaardig gerestaureerd (met een steenkoppel dat door een elektromotor wordt aangedreven). Op 22 maart 2014 is een nieuwe kap op de molen geplaatst; de wieken zullen enkele weken later worden gemonteerd. Door dijkverhogingen kan de molen niet vanuit iedere hoek vrij draaien; bovendien moet rekening gehouden worden met het wegverkeer op de dijk waarlangs molen De Regt is gebouwd.

## Galerij

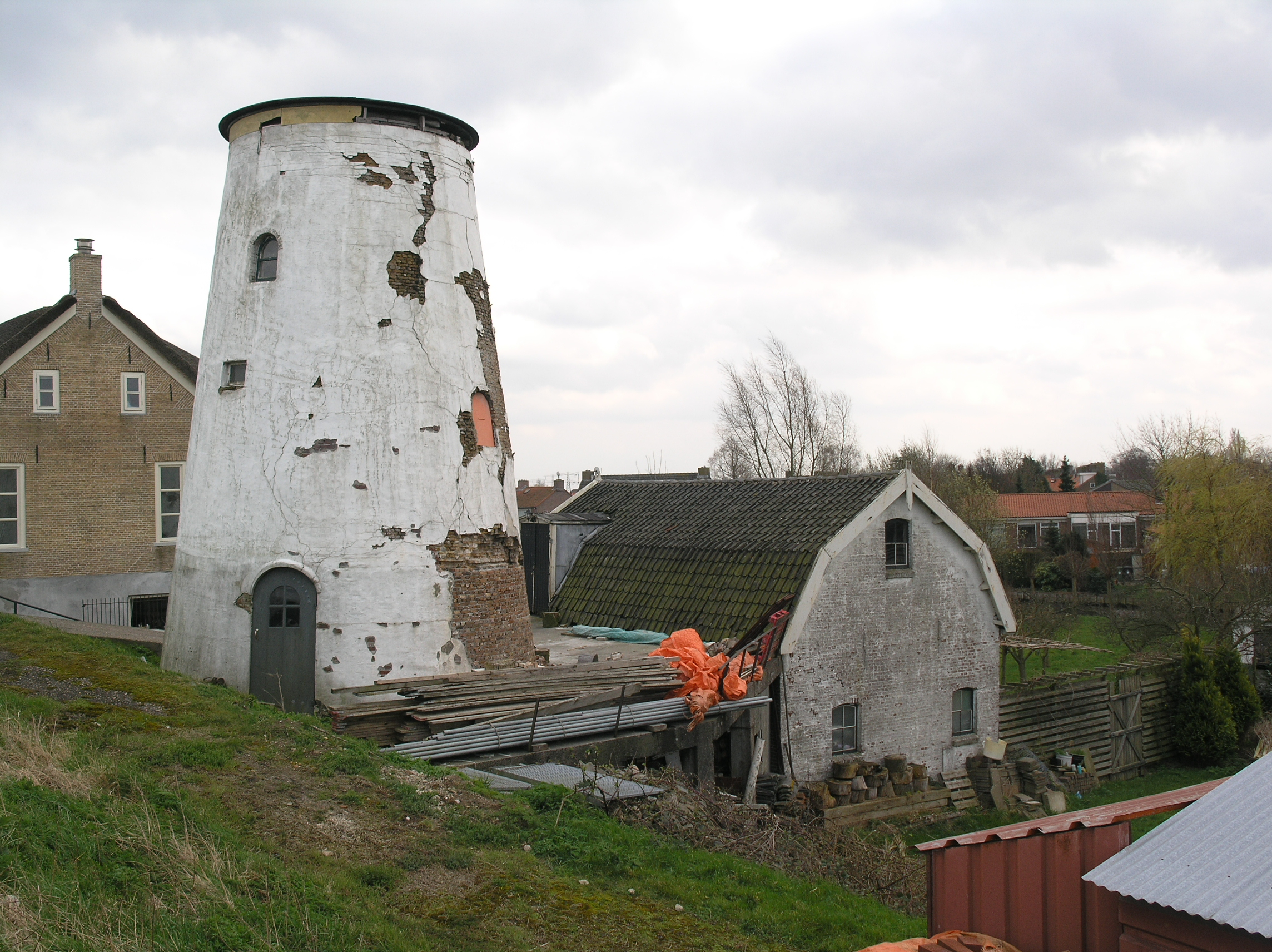
De Regt in restauratie (maart 2008)
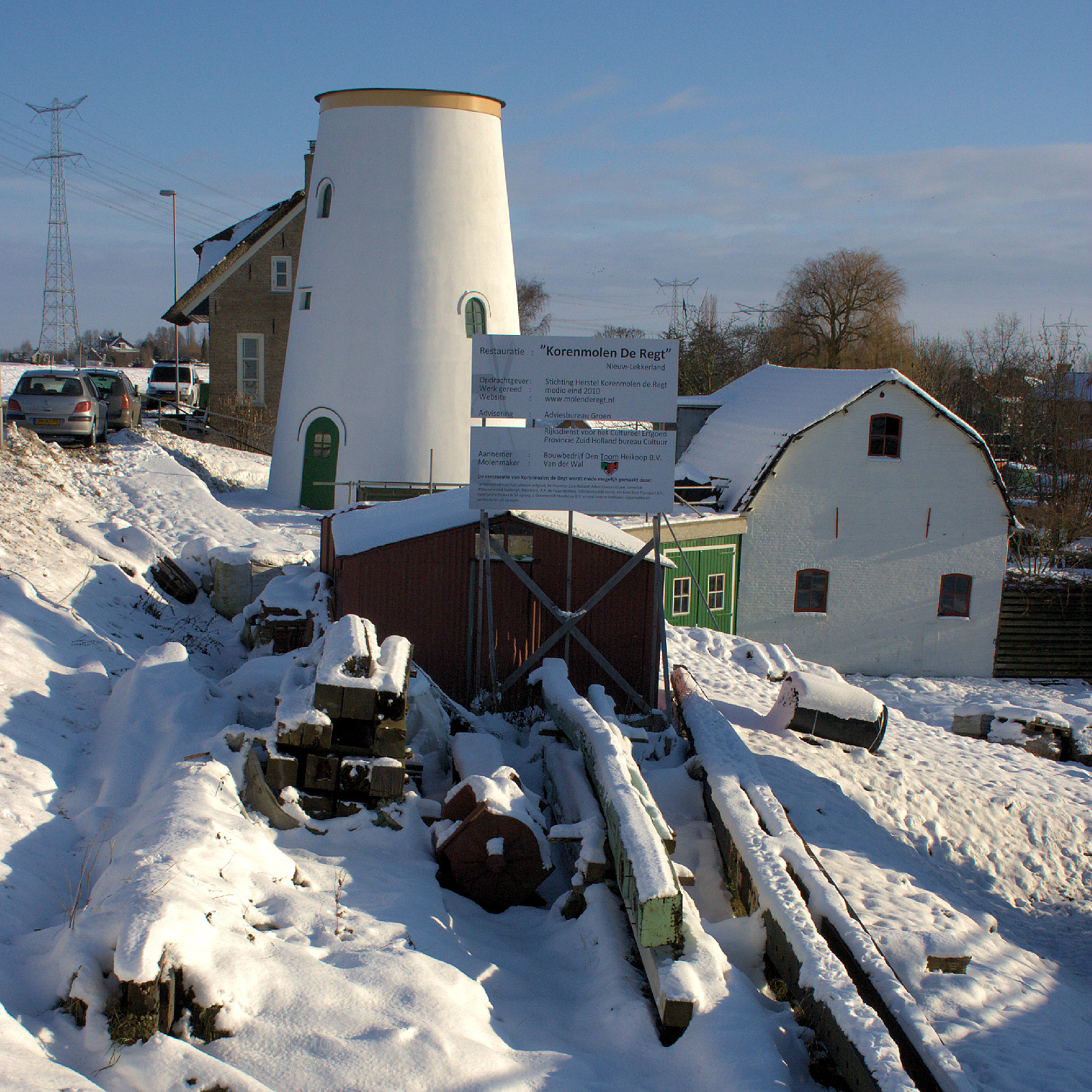
De Regt in restauratie (december 2010)